# Quinty Schoens
Quinty Schoens (Stein, 12 februari 1999) is een Nederlandse wielrenster en triatleet uit het Limburgse Stein. Vanaf 2022 rijdt ze voor Parkhotel Valkenburg.
In juli 2023 was Schoens vaste sidekick in het L1-programma Tour de L1mbourg tijdens de Tour de France Femmes 2023.

## Uitslagen in voornaamste wedstrijden

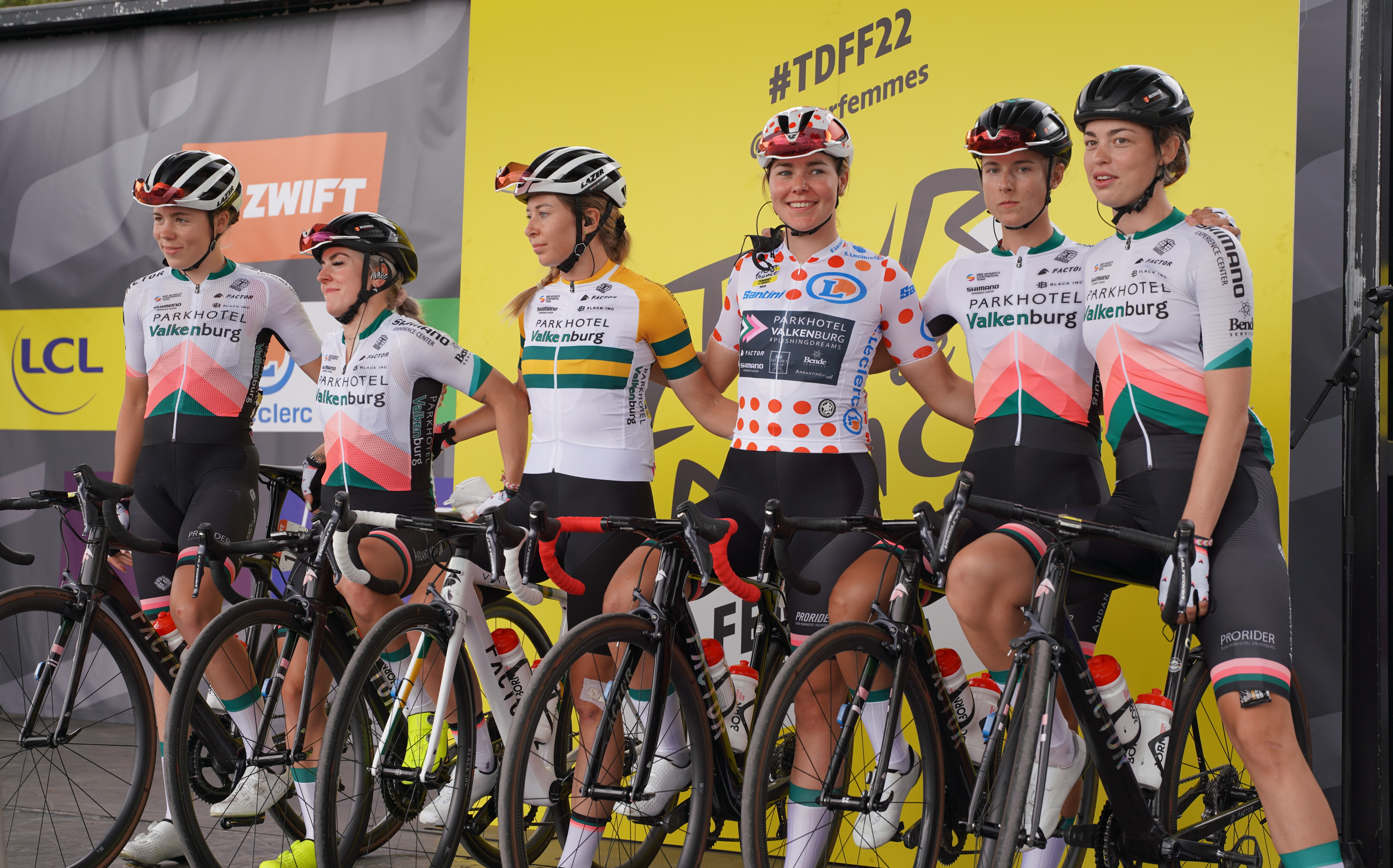
Schoens (tweede van links) met haar ploeg Parkhotel Valkenburg in de Tour de France Femmes 2022.

| Jaar | Ronde van Italië | Ronde van Frankrijk | Ronde van Spanje |
| ---- | ---------------- | ------------------- | ---------------- |
| 2022 |                  | 56e                 |                  |
| 2023 |                  |                     |                  |
| 2024 |                  |                     | 37e              |

| Jaar | Gent-Wevelgem | Amstel Gold Race | Luik-Bast.‑Luik | Strade Bianche | Omloop Het Nieuwsblad |
| ---- | ------------- | ---------------- | --------------- | -------------- | --------------------- |
| 2022 |               |                  | 46e             | 44e            |                       |
| 2023 | opgave        | 57e              | 49e             |                |                       |
| 2024 | opgave        | 45e              | 77e             |                | 24e                   |
| 2025 |               | 74e              |                 |                |                       |

### Resultaten in overige rondes
| Jaar | Wielerweek van Valencia | Festival Elsy Jacobs | Ronde van Thüringen | Ronde van Romandië | Simac Ladies Tour |
| ---- | ----------------------- | -------------------- | ------------------- | ------------------ | ----------------- |
| 2022 |                         |                      |                     | 27e                | 25e               |
| 2023 |                         | 32e                  | 17e                 |                    | 20e               |
| 2024 | 32e                     |                      |                     |                    |                   |

## Ploegen
- 2022 –  Parkhotel Valkenburg
- 2023 –  Parkhotel Valkenburg
- 2024 –  VolkerWessels
- 2025 –  VolkerWessels

Van Bokhoven · Bos · Bredewold · Frain (vanaf 6/7) · De Gast · Gerritse · Van Haaften · De Jong (tot 15/7) · Limpens · Markus · Nooijen · A. van Rooijen · S. van Rooijen · Schoens · Vanhove · Van der Wolf · Wyllie (vanaf 12/8)
Van Bokhoven · Frain · Gerritse · Van Haaften · Van Helvoirt · Knijnenburg (vanaf 1/8) · Limpens · Molenaar · Nooijen · Poland · A. van Rooijen · S. van Rooijen · Schoens · Souren · Vanhove · Vanpachtenbeke · Van der Wolf (tot 17/5)
Beuling · Van Bokhoven · Demey · Dijkstra · Van Helvoirt · Jansen · Knijnenburg · Meert · Molenaar · Poland · A. van Rooijen · S. van Rooijen · Schoens · Souren · Stultiens · Vanhove · Vanpachtenbeke · Wisse (stagiair)
Beuling · Boogaard · Demey · Dijkstra · van Helvoirt · Jansen · Knijnenburg · Meert · Molenaar · Poland · Rijnbeek · van Rooijen · Schoens · Souren · Stultiens · Uneken · Vanpachtenbeke · Vollering · Wisse